# Tony Popovic
Tony Popovic, avstralski nogometaš in trener, * 4. julij 1973.
Za avstralsko reprezentanco je odigral 58 uradnih tekem in dosegel osem golov.